# Brzuszki

Brzuszki wykonywane pod kątem na ławeczce

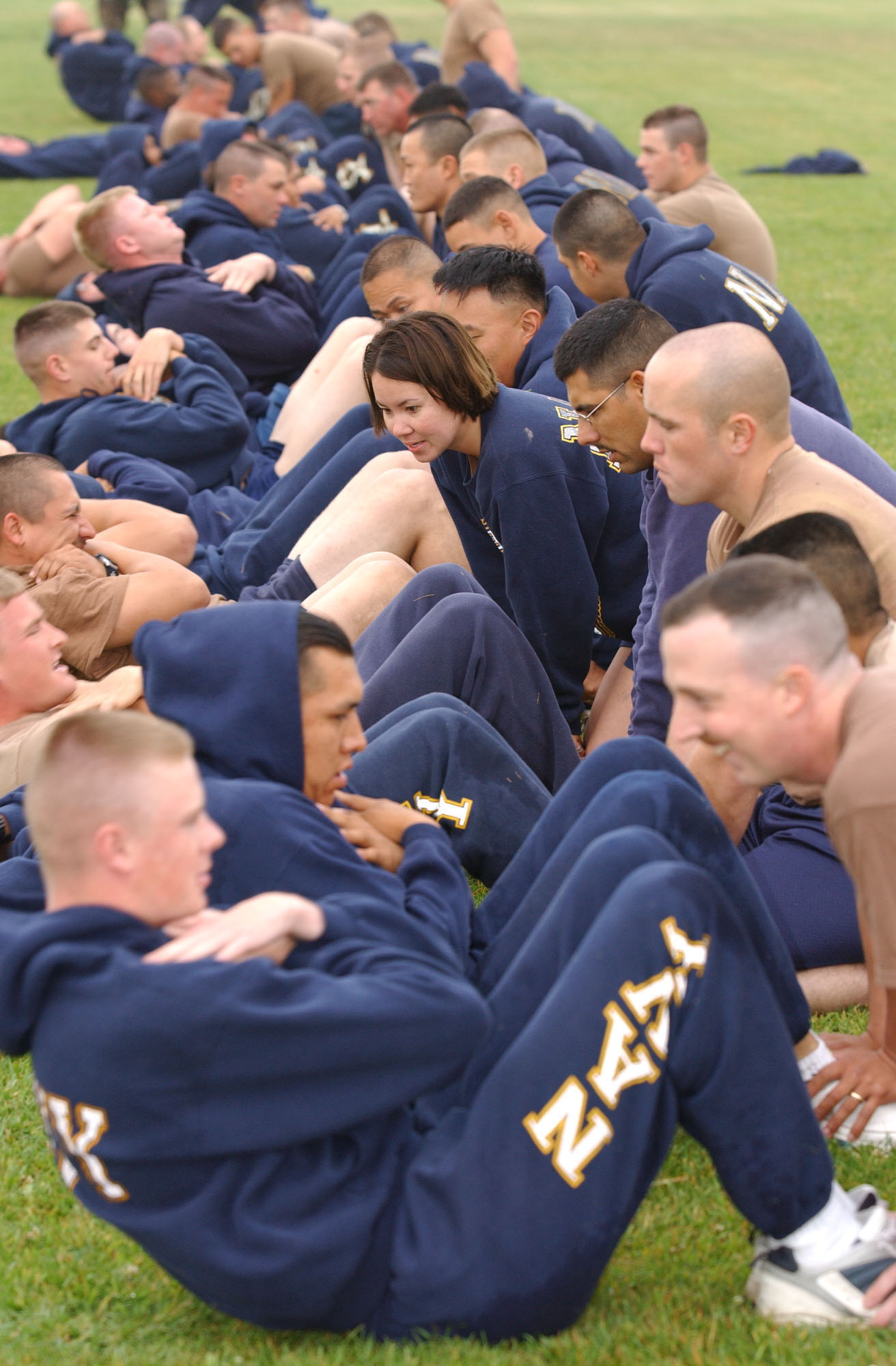
Brzuszki wykonywane przez US Navy

Brzuszki – popularna nazwa na skłony tułowia w przód z leżenia tyłem. Ćwiczenie fizyczne wykonywane w leżącej pozycji z nogami ugiętymi pod kątem 60–90°. Brzuszki wykonuje się w celu wzmocnienia mięśni brzucha i zginaczy bioder.
W celu wykonania brzuszków należy położyć się na podłodze na plecach z nogami na ziemi, ewentualnie zahaczonymi o jakiś przedmiot. Ćwiczenie wykonuje się najczęściej z rękami splecionymi na karku, unosząc plecy i robiąc skłon w przód spinając mięśnie brzucha do dotknięcia łokciami kolan. Następnie należy wrócić do pozycji wyjściowej. Schemat klasyczny obowiązujący często na egzaminach sprawności fizycznej (m.in. Sił Zbrojnych, Służby Celno-Skarbowej). 
Jednak splatanie rąk za głową spotyka się często z krytyką wśród trenerów, ponieważ powoduje pociąganie głowy rękami. Skutkiem tego odcinek szyjny kręgosłupa narażony jest na kontuzje, a mięśnie brzucha pracują mniej efektywnie. 

## Problemy zdrowotne
Nieprawidłowe wykonywanie brzuszków połączone ze słabymi mięśniami pleców może prowadzić do bólu i kontuzji pleców.